# Lysovice
Lysovice (en allemand : Lissowitz) est une commune du district de Vyškov, dans la région de Moravie-du-Sud, en République tchèque. Sa population s'élevait à 272 habitants en 2020.

## Géographie
Lysovice se trouve à 7 km au sud-sud-ouest de Vyškov, à 27 km à l'est de Brno et à 206 km au sud-est de Prague.

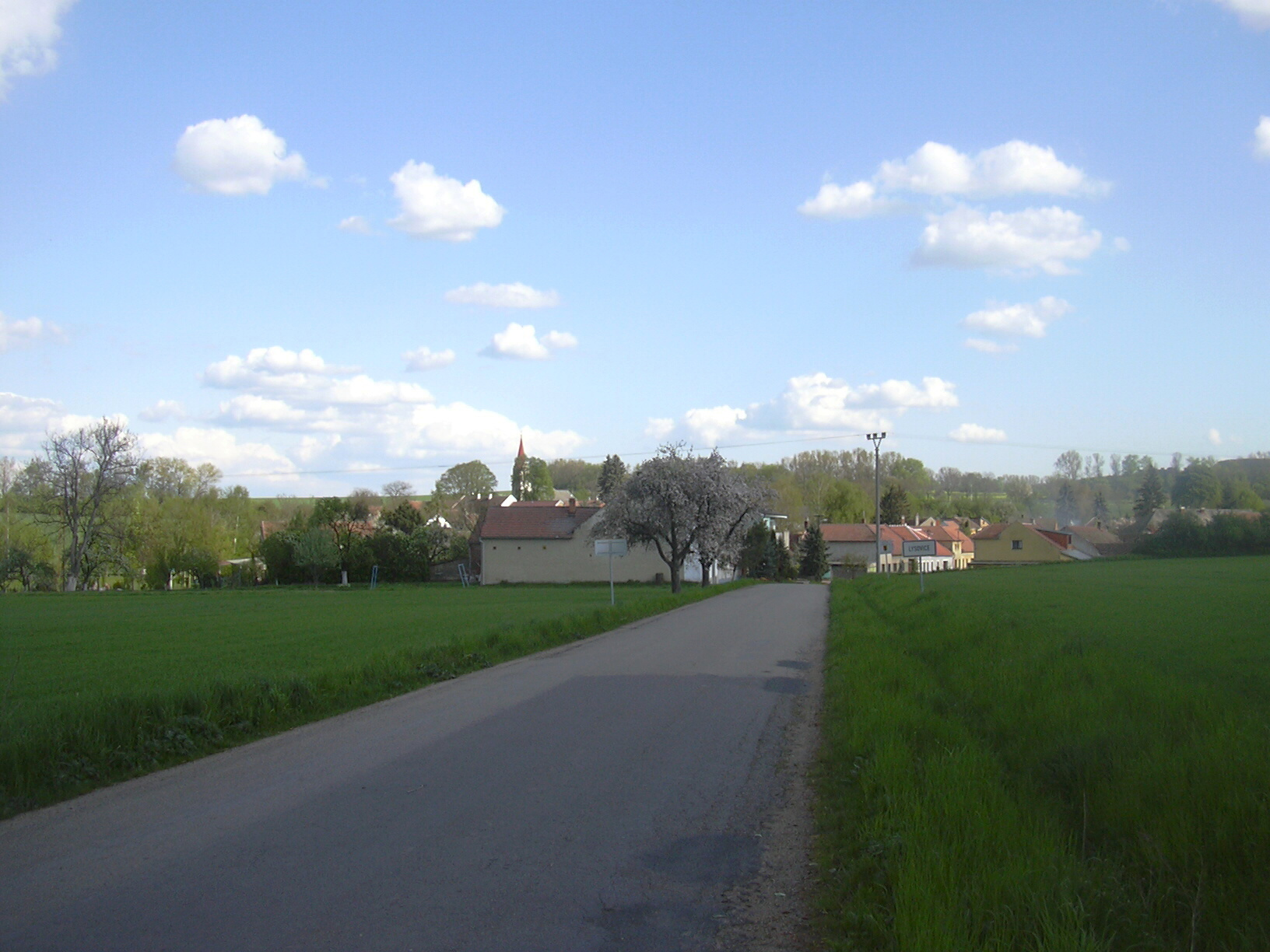
Vue générale de ysovice.

La commune est limitée par Rostěnice-Zvonovice au nord-ouest, par Hlubočany au nord, par Kučerov à l'est, par Letonice et Dražovice au sud, et par Podbřežice à l'ouest.

## Histoire
La première mention écrite du village date de 1465.